# Comuna Holhocea, Pidhaiți
Holhocea (în ucraineană Голгоча) este o comună în raionul Pidhaiți, regiunea Ternopil, Ucraina, formată din satele Holhocea (reședința) și Volîțea.

## Demografie
Componența lingvistică a comunei Holhocea
     Ucraineană (99,83%)
     Alte limbi (0,17%)
Conform recensământului din 2001, majoritatea populației comunei Holhocea era vorbitoare de ucraineană (99,83%), existând în minoritate și vorbitori de alte limbi.